# Віндмілл (Нью-Мексико)
Віндмілл (англ. Windmill) — переписна місцевість (CDP) в США, в окрузі Ідальго штату Нью-Мексико. Населення — 54 особи (2020).

## Географія
Віндмілл розташований за координатами 31°58′37″ пн. ш. 108°37′53″ зх. д. / 31.97694° пн. ш. 108.63139° зх. д. (31.976871, -108.631504).  За даними Бюро перепису населення США в 2010 році переписна місцевість мала площу 3,74 км², уся площа — суходіл.

## Демографія
Згідно з переписом 2010 року, у переписній місцевості мешкали 43 особи в 22 домогосподарствах у складі 12 родин. Густота населення становила 11 особа/км².  Було 37 помешкань (10/км²).
Расовий склад населення:
| - 86,0 % — білих - 2,3 % — корінних американців - 11,6 % — осіб інших рас |

До двох чи більше рас належало 0,0 %. Частка іспаномовних становила 41,9 % від усіх жителів.
За віковим діапазоном населення розподілялося таким чином: 11,6 % — особи молодші 18 років, 67,5 % — особи у віці 18—64 років, 20,9 % — особи у віці 65 років та старші. Медіана віку мешканця становила 48,5 року. На 100 осіб жіночої статі у переписній місцевості припадало 138,9 чоловіків;  на 100 жінок у віці від 18 років та старших — 111,1 чоловіків також старших 18 років.
За межею бідності перебувало 33,3 % осіб, у тому числі 0,0 % дітей у віці до 18 років та 54,5 % осіб у віці 65 років та старших.
Цивільне працевлаштоване населення становило 26 осіб. Основні галузі зайнятості: освіта, охорона здоров'я та соціальна допомога — 57,7 %, публічна адміністрація — 30,8 %, транспорт — 11,5 %.